# Quarnaro (nave officina)
Il Quarnaro fu una nave officina e trasporto nafta della Regia Marina.

## Storia
Impostata nel 1922 nei cantieri di Pola e completata dopo quasi cinque anni di lavori, la nave, dopo l'entrata in servizio, fu assegnata a mansioni logistiche e di riparazioni, cambiando più volte base: in vari periodi la Quarnaro ebbe base ad Augusta, Messina, Gaeta (ove fu presente negli anni trenta), Palermo, Napoli, Navarino. La nave era sotto il diretto controllo del Comando Forze Navali.
All'ingresso dell'Italia nella seconda guerra mondiale il Quarnaro faceva parte del Gruppo Navi Ausiliarie di Squadra della II Squadra Navale.

Il Quarnaro in transito nel canale di Taranto a fine anni '30.

L'unità era presente ad Augusta la sera del 10 luglio 1940, quando il porto fu oggetto dell'attacco di tre aerosiluranti Fairey Swordfish che vi affondarono il cacciatorpediniere Leone Pancaldo. La presenza del Quarnaro (contro cui peraltro non fu diretto nessuno dei tre siluri lanciati), scambiata per una nave cisterna, e l'avvistamento dello scoppio di un siluro (in realtà esploso in costa) fecero pensare ai piloti britannici che fosse stata affondata una nave cisterna.
Agli inizi del 1943 il Quarnaro, al comando del capitano di vascello Pietro Milella, era dislocata a Navarino. Il 28 maggio 1943, quando la squadra navale cui l'unità era aggregata ricevette l'ordine di rientrare in Italia, tutte le unità presero il mare ad eccezione del piccolo e vecchio rimorchiatore-dragamine RD 18 e del Quarnaro, che poté mettere in moto solo alle due del pomeriggio, mentre i partigiani ellenici accendevano fuochi sulle alture vicine, onde segnalare la posizione della nave officina ad eventuali unità alleate che si fossero trovate in zona. Nell'uscire dal golfo di Navarino il Quarnaro fece fuoco con i propri cannoni contro tali fuochi, poi fece rotta per Brindisi insieme all’RD 18: il dragamine, più lento (circa 10 nodi) navigava in testa, la nave officina, che poteva sviluppare 14 nodi e, essendo l'unica nave a possedere un armamento, fungeva anche da unità di scorta, a poppavia di esso. Durante la navigazione l’RD 18 iniziò a perdere velocità e poi si avvicinò al Quarnaro, chiedendo un rimpiazzo in quanto l'unico sottufficiale macchinista si era lussato una caviglia: il comandante della nave acconsentì alla richiesta e, a mezzo della gru di cui la Quarnaro era dotata, fece trasferire un sottufficiale macchinista sull’RD 18, mentre quello del dragamine veniva trasferito, con lo stesso sistema, sulla nave officina dove gli furono poi prestate le necessarie cure. La navigazione riprese piuttosto tranquilla, ma nella notte l’RD 18 urtò una mina: in poco tempo la piccola unità affondò con uno dei suoi uomini, mentre gli altri 8 membri dell'equipaggio, finiti in mare, non poterono essere recuperati dalla Quarnaro. L'operazione avrebbe infatti richiesto l'accensione di qualche luce, contravvenendo alle norme della navigazione di guerra e mettendo a rischio la nave stessa: pertanto la nave officina proseguì alla massima velocità, dopo aver gettato alcuni salvagenti e carabottini ai naufraghi e segnalato la loro posizione al comando a Brindisi (tutti gli otto superstiti vennero poi recuperati da un MAS). Una volta giunta nel porto pugliese la nave venne trasferita a Taranto e quindi a Palermo, dove venne dislocata.

Il relitto della Quarnaro fotografato da un ricognitore alleato nel maggio 1944.

In questa base l'unità fu impiegata, tra l'altro, per riparazioni al cacciatorpediniere Antonio da Noli.
Successivamente il Quarnaro si trasferì a Gaeta e lì, nel porto militare di Sant'Antonio, la sorprese l'annuncio dell'armistizio, alle 19.45 dell'8 settembre 1943. Inizialmente la notizia venne accolta con euforia e felicità, poi, non arrivando ulteriori ordini ed essendo probabile un attacco da parte delle truppe tedesche (che disponevano di alcune motozattere nel porto ed avevano numerosi reparti dislocati sulle alture del golfo) subentrò la preoccupazione: venne rafforzata la vigilanza e si iniziò a distribuire armi agli equipaggi. Alle 2.20 del 9 settembre vi fu un'incursione aerea tedesca cui seguì l'attacco: reparti tedeschi occuparono la caserma della Regia Marina impadronendosi delle armi che la guarnigione, scesa nel rifugio antiaereo, non aveva portato con sé; altri gruppi si concentrarono sul molo ov'era ormeggiata la Quarnaro, unica unità che, avendo una macchina a vapore per l'accensione della quale occorrevano diverse ore di approntamento, era rimasta nel porto, mentre le altre navi presenti a Gaeta (le corvette Gru, Gabbiano e Pellicano, che evitarono di stretta misura la cattura, il sommergibile Axum, la nave ospedale Toscana) avevano mollato gli ormeggi e si erano allontanate.

Un'altra fotografia del maggio 1944 del relitto del Quarnaro

Le truppe tedesche ingaggiarono battaglia contro il personale della caserma ed iniziarono a sparare contro il Quarnaro: la nave officina, al comando del comandante in seconda, capitano di corvetta Aniello Guida (il comandante Milella si trovava infatti a Roma) reagì a sua volta con le armi di bordo, contribuendo ad obbligare i tedeschi a ritirarsi lasciando gli italiani padroni della caserma e della nave entro la mattina del 9 settembre. Intorno alle nove di mattina dello stesso giorno cannoni di piccolo calibro e militari tedeschi equipaggiati con armi automatiche ripresero a sparare contro il Quarnaro colpendola più volte, e provocando di nuovo la forte reazione dell'equipaggio. Nello scontro, che provocò perdite tra l'equipaggio della Quarnaro, il tiro di cannoni anticarro colpì i generatori di elettricità della nave, e produsse una grossa falla all'altezza della linea di galleggiamento, sul lato sinistro, provocando una certa inclinazione. Verso mezzogiorno i tedeschi ricevettero consistenti rinforzi di truppe motocorazzate ed entro le due del pomeriggio costrinsero gli italiani alla resa. Verso le sei di sera l'equipaggio della Quarnaro dovette consegnare armi e munizioni ed accettare l'imbarco di una pattuglia tedesca che avrebbe dovuto svolgere funzioni di vigilanza, mentre l'equipaggio sarebbe proseguito nel proprio lavoro: in realtà il reparto tedesco, una volta a bordo, catturò la nave (che si trovava in acque troppo basse e troppo danneggiata per potersi autoaffondare) e l'equipaggio venne sbarcato.
Nei giorni successivi la nave officina, abbandonata a se stessa, venne depredata da sbandati, evasi ed abitanti del luogo.
Il 20 settembre 1943 un reparto tedesco del Genio, incaricato di bloccare il porto, salì a bordo del Quarnaro, piazzò cariche esplosive in diversi punti vitali, incendiò la nave, ne recise gli ormeggi e la lasciò andare alla deriva. Verso le tre del pomeriggio, dopo che la nave era andata alla deriva per un centinaio di metri, le cariche scoppiarono e il Quarnaro si abbatté sul fianco sinistro ed affondò, continuando a bruciare per alcune ore.
Il relitto della nave officina, che emergeva dall'acqua con la fiancata destra, venne rimesso a galla nel gennaio 1949 ed avviato alla demolizione.